# Голямото пътуване
„Голямото пътуване“ (на английски: Road Trip) е американска комедия от 2000 г. на режисьора Тод Филипс, който е съсценарист със Скот Армстронг и участват Брекин Майър, Шон Уилям Скот, Ейми Смарт, Рейчъл Бланчард, Фред Уорд и Том Грийн.

## Актьорски състав
- Брекин Майър – Джош Паркър
- Шон Уилям Скот – Е.Л. Фалдт
- Пауло Костанцо – Рубин Карвър
- Ди Джей Куолс – Кайл Едуардс
- Ейми Смарт – Бет Уогнър
- Рейчъл Бланчард – Тифани Хендерсън, дългогодишно гадже на Джош
- Том Грийн – Бари Манилоу, пътеводител на колега и разказвач на филма
- Антъни Рап – Джейкъб Шулц
- Фред Уорд – Ърл Едуардс
- Анди Дик – Служител на хотела
- Итън Супли – Ед Брадфорд
- Жаклин ДеСантис – Хедър

## Снимачен процес
Снимачния процес се проведе от 16 октомври 1999 г. до 27 декември 1999 г.